# Rhinelander, Wisconsin
Rhinelander là một thành phố thuộc quận Oneida, tiểu bang Wisconsin, Hoa Kỳ. Năm 2000, dân số của thành phố này là 7735 người.